# فريديريك روبنسون
فريديريك جون روبنسون (بالإنجليزية: Frederick John Robinson)‏، إيرل ريبون الأول، وعضو المجلس الخاص للملكة المتحدة (1 نوفمبر 1782-28 يناير 1859)، سُمي فخامة إف. جي. روبنسون حتى عام 1827 وعُرف في الفترة المحصورة بين عام 1827 و 1833 بلقب الفيكونت غوديريتش، وهو أشهر اسم دُون في التاريخ، كان رئيس وزراء المملكة المتحدة بين أغسطس 1827 ويناير 1828.
دخل روبنسون، وهو عضو في أرستقراطية ملاك الأراضي الريفية، عالم السياسة من خلال العلاقات العائلية. في مجلس العموم البريطاني، ارتقى في المراتب الوزارية الصغيرة، وأصبح في عام 1818 رئيس مجلس التجارة وهو منصب وزاري. في عام 1823، عُين مستشارًا للخزانة، المنصب الذي شغله لأربع سنوات. وفي عام 1827، ارتقى إلى رتبة النبالة، وأصبح قائد مجلس اللوردات ووزير الحرب والمستعمرات.
خلف غوديريتش رئيس الوزراء، جورج كانينغ بعد أن توفي في عام 1827، إلا أنه لم يتمكن من توحيد ائتلاف كانينغ الهش المكون من حزب المحافظين وحزب الأحرار البريطاني. استقال بعد مضي 144 يومًا على توليه المنصب، وهي أقصر مدة في التاريخ لأي رئيس وزراء بريطاني لم يمت أثناء فترة ولايته.
بعد ترك منصب رئيس الوزراء، خدم غوديريتش في وزارات اثنين من خلفائه، وهما الإيرل غراي والسير روبرت بيل.

## حياته وسيرته المهنية

### السنين الأولى من حياته
ولد روبنسون في نيوباي هول، يوركشاير، وهو ثاني أبناء توماس روبينسن، بارون غرانثم الثاني من زوجته السيدة ماري يورك، إحدى أبناء فيليب يورك إيرل هاردويك الثاني. تلقى تعليمه في مدرسة إعدادية ببلدة صنبوري أون تاميس، ومن ثم التحق بمدرسة هارو منذ عام 1796 حتى عام 1799، وبعدها بكلية سانت جونز بجامعة كامبريدج في الفترة بين عامي 1799 و 1802. كان ويليام بيت الأصغر عضو برلمان عن جامعة كامبريدج، الذي كان، كما ورد عن صحيفة ذا تايمز، «يلجئ إليه بسبب منصبه أغلب صغار رجال الدولة المحافظين في ذلك الوقت». كان روبنسون بارعًا في الأدب الكلاسيكي، حتى أنه فاز بميدالية السير ويليام براوني لأفضل قصيدة غنائية لاتينية في عام 1801. تم قبوله في جمعية لنكولن بعد أن تخرج في عام 1802. حافظ على عضويته هناك حتى عام 1809، غير أنه لم يزاول مهنةً قانونية ولم يُدع إلى نقابة المحامين.
على خلفية الحروب النابليونية، أدى روبنسون الخدمة العسكرية في بلده وبدوامٍ جزئي برتبة نقيب (1903)، وفي النهاية برتبة رائد (1814-1817) في الكتيبة الشمالية المؤلفة من صغار مالكي الأراضي بمقاطعة وست رايدنغ.

### المناصب التي تولاها بعد رئاسة الوزراء
في عام 1830، انتقل إلى حزب الأحرار البريطاني وانضم إلى مجلس وزراء اللورد غراي، كوزير للمستعمرات. كان يعارض العبودية بشدة طوال حياته المهنية، على أسس اخلاقية واقتصادية، وعمل جاهدًا في ثلاثينيات القرن العشرين من أجل تحرير العبيد في جميع أنحاء الإمبراطورية البريطانية. واصل عمله خليفته وزير المستعمرات، اللورد ستانلي، الذي قاد غوديريتش في مجلس للوردات تشريعه المتعلق بإلغاء عقوبة الإعدام.
في عام 1833، أصبح غوديريتش إيرل ريبون. لم يكن يسعى إلى الارتقاء إلى رتبة النبالة، لكنه كان راغبًا في قبول عرض الملك بالانضمام إلى فرسان الرباط، الذي كان لقب فسكونت بالنسبة له، في ذلك الوقت، مرتبةً ليست بالعالية. غادر وزارة المستعمرات في نفس السنة، ولم يكن يرغب في تقلد أي منصب آخر، ولكن غراي أصر على توليه المنصب العالي غير الإداري الذي كان يشغله اللورد بريفي سيل. ولكن في العام التالي، انفصل غوديريتش وستانلي عن حزب الأحرار البريطاني بسبب ما اعتبروه تهديدًا لوضع الكنيسة الأيرلندية الراسخ. 

## روابط خارجية
- فريديريك روبنسون على موقع الموسوعة البريطانية (الإنجليزية)